# Faygo

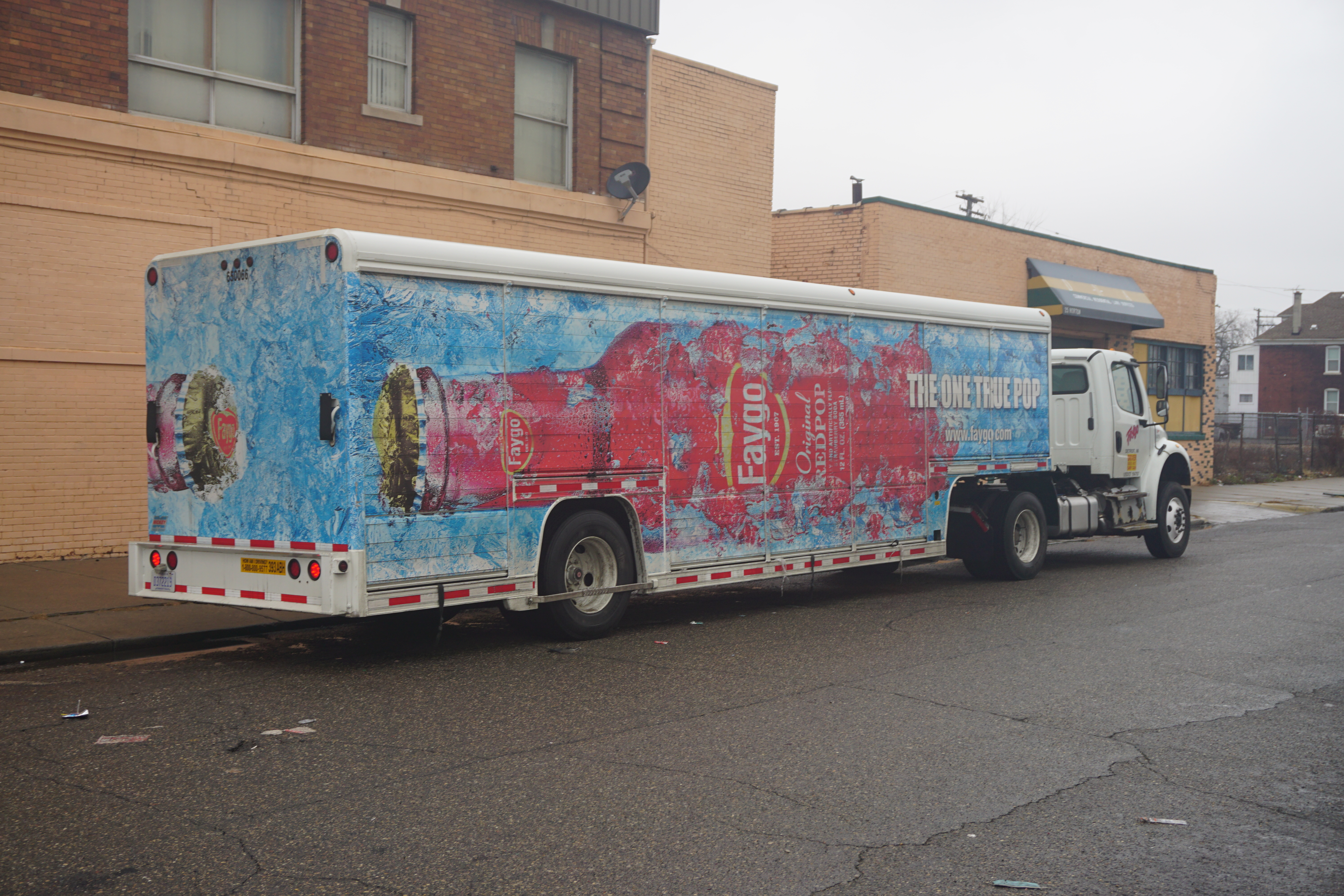
Een Faygo truck in Detroit

Faygo, ook wel Faygo Pop genoemd, is een Amerikaans frisdrankmerk dat populair is in het Middenwesten en de Mid-Atlantische staten. De producten van Faygo zijn over het algemeen iets goedkoper dan die van de bekendere merken als Coca-Cola en Pepsi.

## Geschiedenis
Faygo werd opgericht in Detroit (Michigan) op 4 november 1907 als Feigenson Brothers Bottling Works door Russische immigranten genaamd Ben en Perry Feigenson. De oorspronkelijke Faygo-smaken waren gebaseerd op recepten voor taartglazuur die de Feigensons nog kenden uit Rusland. Gedurende de 20ste eeuw vergrootte Faygo langzaamaan haar productie.
In 1998 begon Faygo Beverages, Inc. met de distributie van het merk Ohana (een Hawaïaans woord dat "familie" betekent). Dit merk omvat enkele koolzuurvrije frisdranken. Faygo Beverages, Inc. is onderdeel van de National Beverage Corp. die ook eigenaar is van het merk Shasta. Veel Faygo-varianten worden ook verkocht onder de merknaam Shasta.

## Trivia
- Rapper Eminem noemt Faygo op zijn album The Slim Shady LP. In de track "As The World Turns" rapt hij what up it's nice to meet ya/I'd like to treat you to a Faygo and a slice of pizza.
- Het hiphopduo Insane Clown Posse gooit regelmatig flessen Faygo in het publiek tijdens shows.
- Rapper Lil Xan noemt Faygo zijn favoriete drankje in het nummer "Color Blind", dat in 2018 uitkwam.